# مقاطعة وودفورد (إلينوي)
مقاطعة وودفورد (بالإنجليزية: Woodford County)‏ هي إحدى المقاطعات في ولاية إلينوي في الولايات المتحدة الأمريكية.